# Meryem Uzerli
Meryem Sahra Uzerli (ur. 12 sierpnia 1983 w Kassel) – niemiecka aktorka filmowa i telewizyjna pochodzenia tureckiego.

## Życiorys
Meryem Uzerli urodziła się 12 sierpnia 1983 roku w Kassel w Niemczech. Jej ojciec, Hüseyin, jest Turkiem, a matka Urszula – również aktorka – Niemką, ma więc podwójne turecko-niemieckie obywatelstwo. Jej prababcia pochodzi z Chorwacji. Ma siostrę Canan, która jest muzykiem jazzowym, oraz przyrodnich braci – Danny’ego i Christophera. W dzieciństwie występowała w szkolnym teatrze. W latach 2000–2003 studiowała aktorstwo w Schauspielstudio Frese w Hamburgu. Po ukończeniu studiów zagrała w kilku niemieckich filmach.

## Kariera

### 2011–2013
Najbardziej znana rola Uzerli to sułtanka Hürrem w historycznym serialu telewizyjnym Wspaniałe stulecie w reżyserii braci Taylan. W 2010 roku, po ośmiomiesięcznych poszukiwaniach najlepszej aktorki do tej roli, została wybrana przez Merala Okaya, scenarzystę serialu, i producenta Timura Savcıego. Mieszkała w hotelu przez dwa lata podczas kręcenia Wspaniałego stulecia oraz musiała nauczyć się języka tureckiego. Wspólnie z Halitem Ergenç, Okanem Yalabık i Nebahat Çehre zagrała główną rolę. Dzięki nadawaniu serialu w ponad 50 krajach, Uzerli docierała co tydzień do ponad 350 milionów fanów. W ciągu zaledwie dwóch lat otrzymała wiele nagród za swoją wyjątkową rolę aktorską, między innymi w 2012 otrzymała nagrodę tur. Altın Kelebek (Złotego Motyla) dla najlepszej aktorki. W 2013 roku opuściła serię z powodów osobistych.

### 2014–2019
Pod koniec 2014 roku ogłoszono, że Uzerli wróci po rocznej przerwie z nowym zarządem i projektem telewizyjnym. Z okazji powrotu Uzerli, Louis Vuitton i tureckie wydanie magazynu Elle zorganizowały sesję, sfotografowaną w historycznych niemieckich punktach orientacyjnych, w tym w Berliner Dom i Siegessäule. W grudniu 2014 Meryem podpisała w Stambule kontrakt przy obecności niewielkiej grupy członków prasy. W grudniu 2014 r. Star TV opublikowała film i zdjęcie Uzerli, przedstawiając ją jako jedną ze swoich gwiazd w 2015 r. W marcu 2015 roku ogłoszono, że Uzerli podzieli się główną rolą z Muratem Yıldırım w nowym serialu telewizyjnym Królowa jednej nocy.
Uzerli pojawiła się także w filmie kinowym w 2016 roku, zatytułowanym Annemin Yarası. W latach 2016–2017 wystąpiła w roli gościnnej w Eşkiya Dünyaya Hükümdar Olmaz. W 2017 roku kontynuowała swoją karierę filmową, występując w Cingöz Recai, choć film nie okazał się sukcesem. Jeszcze w tym samym roku zagrała jedną z głównych ról w filmie Öteki Taraf. W 2019 roku Uzerli wzięła udział w przesłuchaniu do roli w trzecim sezonie oryginalnego serialu Netflixa Dark. Wystąpiła także w głównej roli w filmie Kovan, z którego dochód został przekazany fundacji Haluk Levent AHBAP.
Uzerli jest również modelką i pojawiła się na okładkach magazynów Elle, Marie Claire i InStyle w Turcji, a także grała w reklamach takich marek jak Elidor.

## Życie prywatne
Ze związku z biznesmenem Canem Ateşem ma córkę Larę Jemine (ur. 14 lutego 2014). W 2016 była związana z biznesmenem Alpem Özcanem.
8 stycznia 2021 roku urodziła drugą córkę o imieniu Lily Koy.

## Filmografia
| Filmy     | Filmy                           | Filmy           |
| Rok       | Tytuł                           | Rola            |
| --------- | ------------------------------- | --------------- |
| 2008      | Menage A Trois                  | Madeline        |
| 2008      | Jetzt vorbei                    |                 |
| 2009      | Das total verrückte Wochenende  | Prostytutka     |
| 2009      | Wiedergeburt                    |                 |
| 2009      | Linia                           | Anna            |
| 2009      | Schulterblick                   |                 |
| 2009      | Lauf um deine Liebe             |                 |
| 2009      | Sterne über dem Eis             | Studentka       |
| 2010      | Podróż bez powrotu              | Stewardessa     |
| 2010      | The Dark Chest of Wonders       |                 |
| 2010      | Urbane Dater                    |                 |
| 2010      | Przewodnik kochanka             | Mara            |
| 2012      | Das ist ja das Leben selbst     |                 |
| 2016      | Annemin Yarası                  | Marija          |
| 2017      | Cingöz Recai                    | Göze            |
| 2017      | Öteki Taraf                     | Sarah           |
| 2020      | Kovan                           | Ayşe            |
| Telewizja |                                 |                 |
| Rok       | Tytuł                           | Rola            |
| 2008      | Inga Lindström: Hannas Fest     | Britta          |
| 2009      | Ein total verrücktes Wochenende |                 |
| 2010      | WALF: We All Love Football      | Lena            |
| 2011      | Notruf Hafenkante               | Ona sama        |
| 2011      | Jetzt aber Ballett              | Sasha Kitano    |
| 2011      | Der Staatsanwalt                |                 |
| 2011      | Ein Fall für zwei               | Ankel           |
| 2011–2013 | Wspaniałe stulecie              | Sułtanka Hurrem |
| 2016      | Królowa jednej nocy             | Selin Bulut     |
| 2016–2017 | Eşkiya Dünyaya Hükümdar Olmaz   | Suzi            |